# جواو رافائيل فيريرا
جواو رافائيل فيريرا (مواليد 17 مارس 1993) هو لاعب كرة طائرة برازيلي. يلعب في نادي الهلال السعودي .